# Fāngqí
El Fāngqí o juego del cuadrado (traducido al inglés como Square game, en chino, 方棋; pinyin, fāngqí, también en chino, 丢方; pinyin, diūfāng; y en chino, 下方; pinyin, xiàfāng) es un Juego de tablero abstracto de estrategia jugado tradicionalmente en las regiones noroeste de China, especialmente Ningxia, Gansu, Shaanxi, Qinghai, Xinjiang, y otras áreas con una alta concentración de chinos musulmanes. El juego también es jugado por dungans, quienes han llevado el juego a países de Asia Central como Kirguistán y Kazajistán.

## Equipo
Se puede jugar en cualquier tablero de 7×8 usando piezas blancas y negras de go, o incluso en las intersecciones de un tablero de ajedrez. El juego es popular en las comunidades agricultoras en el noroeste de China, y a menudo es jugado en un tablero trazado en el suelo.

## Reglas
En Ningxia, se lo juega en un tablero con una rejilla de 7×8, con las piezas siendo colocadas en las intersecciones, como en el go.
El juego tiene un concepto similar al del juego del molino: Los jugadores alternan puntos colocando piezas hasta que el tablero esté lleno, intentando formar cuadrados de 2×2 con sus piezas. Luego de llenar el tablero, los jugadores remueven una de las piezas de su oponente. Cada jugador cuenta entonces los cuadrados que ha formado y quita un número igual de piezas del oponente, siempre que esas piezas no sean parte de un cuadrado. Luego de remover las piezas, los jugadores alternan turnos moviendo piezas; estas pueden moverse cualquier distancia a lo largo de la rejilla vertical u horizontalmente. Cada vez que un jugador forma un cuadrado, el este puede remover una de las piezas de su oponente (de nuevo, siempre que no sea parte de un cuadrado). El jugador que le quita todas las piezas a su oponente gana el juego.

## Variantes
El Fāngqí de Xinjiang se juega en un tabero de 7×7. Debido a que esto lleva a usar un tablero con un número impar de puntos jugables (49) el primer jugador tiene una ventaja. En consecuencia, el segundo jugador tiene permitido remover una pieza más de su oponente durante la eliminación inicial de piezas.
Otras variantes del juego permiten rodear piezas, como en el go. Por otra parte, algunas variantes no permiten ciertos movimientos, por ejemplo, formar un cuadrado en la misma vía repetidamente (similar a la regla del kō en go).
Debido a la popularidad del juego entre pueblos en áreas rurales, hay grandes cantidades de variantes del juego, cada una autóctona de cierta área.